# 王俊莲
王俊莲（1951年3月—），女，辽宁西丰人，中华人民共和国政治人物。辽宁大学中文系中文专业专科函授毕业，中共中央党校马克思主义哲学专业在职研究生学历。

## 生平
1969年10月参加工作。1971年10月加入中国共产党。历任中共辽宁省西丰县委副书记、副县长、代县长、县长，辽宁省妇女联合会秘书长，丹东市副市长，省人事厅副厅长、厅长，中共辽宁省委组织部副部长、省委企业工委副书记，省总工会主席等职。2004年7月获任中共辽宁省委常委。2007年起，任中国共产党第十七届中央纪律检查委员会委员。2008年起担任全国人大代表。2008年10月17日，中国工会十五大在北京开幕，大会选举她出任主席团委员。2009年8月兼任辽宁省纪委书记。2014年9月，任中华全国总工会女职工委员会顾问。

### 遭处分
2017年1月5日晚间，央视播放的电视专题片《打铁还需自身硬》下篇《以担当诠释忠诚》披露，作为当时的中共辽宁省纪委主要领导，因对辽宁拉票贿选案监督责任履行不到位，已经退休两年的辽宁省纪委原书记王俊莲被给予党内严重警告处分。王俊莲在专题片中说，“我从退休那天起，我就认为这件事可能早晚要有一天要提起来的，在那个环境下我毕竟是纪委书记，组织上给我处分我有思想准备……给党组织造成这么大的破坏，冲击了党纪国法的底线，而且败坏了党的风气，又损失了那么多干部，我作为纪委书记没有守住阵地我认为失职失责。”